# Triângulo de Johnstone
A química é a ciência que estuda fenômenos decorrentes das transformações da matéria, tendo como base para sua estruturação múltiplos modelos que a descrevem, caracterizam e explicam os processos envolvidos em suas transformações. Muitas vezes, estes modelos consistem em representações de interações não visíveis, mas que provocam alterações que são perceptíveis aos sentidos, como, por exemplo, a alteração na cor de uma solução após a adição de um reagente. Em 1982, Alex, H. Johnstone introduziu a ideia de que as representações na química eram divididas em três aspectos: (1) descritivo e funcional, (2) atômico e molecular, e (3) representacional. 
O nível (1) se refere a parte observável da Química, assim, pode ser medido e/ou observado, como a massa, temperatura, volume, a liberação de um gás em uma reação ou a mudança de coloração em um fenômeno químico. 
Já o nível (2), se refere a como são explicados os fenômenos observados microscopicamente que são sustentados por modelos teóricos, bem como as teorias dos átomos, íons, moléculas, polímeros e ligações químicas, teorias que fornecem uma imagem mental, de modo a se pensar e racionalizar o nível descritivo.
O último nível (3) é a forma com a qual as substâncias e transformações são representadas por símbolos e equações, utilizando a linguagem científica, como por exemplo, a representação dos cálculos de concentrações em soluções aquosas, ou os símbolos de íons ou moléculas. 
Johnstone separa esses níveis de representação em dois grupos: a macroquímica e a microquímica, estando os níveis (1) e (3) na representação macroquímica e os níveis (2) e (3) na representação microquímica.
O autor percebeu que havia incoerências em seu modelo e, admitindo que os três níveis se relacionavam, os reorganizou nos vértices de um triângulo (figura 2), e atribuiu a eles novos nomes: (1) macro e tangível, (2) molecular e invisível, (3) simbólico e matemático. 
```

```

REFERENCIAS
JOHNSTONE, Alex H. Teaching of Chemstry – Logical or Psychological? Chemistry Education: Research and Practive in Europe. vol. 1, n°. 1, pp. 9-15. 2000. Disponível em <http://www.chem.uoi.gr/cerp/2000_January/pdf/056johnstonef.pdf> acesso em 05/2019.
CEDRAN, Débora Píai. KIOURANIS, Neide Maria Michellan. CEDRAN,  Jaime da Costa. A importância da simbologia no ensino de química e suas correlações com os aspectos macroscópicos e moleculares. REnCiMa, v. 9, n.4, pp. 38-57, 2018. Disponível em http://revistapos.cruzeirodosul.edu.br/index.php/rencima/article/view/1342/1025 Acesso em 05/2019.
CEDRAN, Débora Píai. CEDRAN, Jaime da Costa. ALVES, Mariana Cavichioli. CUSTÓDIO, Matheus Devanir. Os três aspectos do conhecimento químico: desenvolvendo relações sobre o tema soluções. Kiri-kerê: Pesquisa em Ensino, n.05 pp. 225-247, 2018. Disponível em < http://periodicos.ufes.br/kirikere/article/view/19621> Acesso em 05/2019.